# Te besaré mañana
Te besaré mañana es una película de Argentina filmada en colores dirigida por Diego Musiak sobre su propio guion que se estrenó el 11 de octubre de 2001. Fue consultor para el guion Carlos Diviesti y tuvo como actores principales a Mara Bestelli, Claudio Santorelli, Juan Palomino y Lucas Montana.

## Sinopsis
Margarita, una madre soltera, se enamora de un travesti. Un policía violento jura vengarse, y Miki, el padre del hijo de Margarita, regresa al hogar.

## Reparto
Participaron del filme los siguientes intérpretes:
- Mara Bestelli...Margarita
- Claudio Santorelli...Alejandro
- Juan Palomino...Miki
- Lucas Montana...Cristian
- Elías Elizondo...Nico
- Floria Bloise...Matilde
- Carlos Kaspar...Tito
- Alberto Fernández de Rosa...Comisario
- Silvina Bosco...Prostituta
- Felipe Iturralde...Felipe
- Mila Melul...Caro